# Soester Anzeiger
Der Soester Anzeiger ist eine im Raum Soest (ehemaliger Landkreis Soest) erscheinende Tageszeitung. Die Zeitung gehört zur W. Jahn Verlag GmbH & Co. KG, an der die Ippen Digital GmbH & Co. KG beteiligt ist.
Der Soester Anzeiger erschien erstmals am 1. Juli 1853 im Verlag Eduard Rochol. Rochol hatte im Zuge der Revolution von 1848 und der neuen Pressefreiheit schon am 1. Juli 1848 die Publikation Der westfälische Bürger- und Bauernfreund herausgegeben.
Das Blatt wird in den Städten Soest, Werl, Warstein sowie den Gemeinden Bad Sassendorf, Lippetal, Welver, Ense, Wickede (Ruhr) und Möhnesee vertrieben. Für diese Gebietskörperschaften veröffentlicht die Zeitung entsprechende Lokalseiten. Ebenso hat der Soester Anzeiger im Westen die Lokalteile Werl, Ense und Wickede (Ruhr), im mittleren Verbreitungsgebiet die Lokalteile für Soest, Bad Sassendorf, Lippetal, Möhnesee und Welver und im Südosten den für Warstein in getrennten Auflagen. Entsprechend gibt es für diese Erscheinungsgebiete separate Lokalredaktionen in Soest, Werl und Warstein. Der Soester Anzeiger bezieht seinen Mantel (überregionaler Teil) vom Westfälischen Anzeiger in Hamm. Gleiches gilt für die Tageszeitung Der Patriot, der lokalen Tageszeitung in Lippstadt und Umgebung. Die Kooperation der beiden Blätter sieht eine Gastseite im Soester Anzeiger vor, die wichtige Themen aus dem Raum Lippstadt enthält. Es handelt sich somit jeweils um Kopfblätter.
Der Anzeiger erscheint werktäglich mit einer verkauften Auflage von 24.082 Exemplaren, einem Minus von 26,2 Prozent seit 1998.
Zur Lokalredaktion gehören 22 fest angestellte Redakteure und sechs Volontäre. Chefredakteur ist Martin Krigar vom Westfälischen Anzeiger.
Die älteste in der Zeitschriftendatenbank nachgewiesene Ausgabe stammt vom 28. November 1917 und befindet sich im Institut für Zeitungsforschung in Dortmund. Seit 1951 ist die Zeitung unter der Signatur Ztg Fol 129 in der Universitäts- und Landesbibliothek Münster vorhanden. Der Soester Anzeiger ab 1853 und seine Vorläufer befinden sich alle im Original und auf Mikrofilm auch im Stadtarchiv Soest.

## Auflage
Der Soester Anzeiger hat in den vergangenen Jahren leicht an Auflage eingebüßt. Die verkaufte Auflage ist in den vergangenen 10 Jahren um durchschnittlich 3,4 % pro Jahr gesunken. Im vergangenen Jahr hat sie um 3,8 % abgenommen. Sie beträgt gegenwärtig 24.082 Exemplare. Der Anteil der Abonnements an der verkauften Auflage liegt bei 92,1 Prozent.
| 1998  | 1999  | 2000  | 2001  | 2002  | 2003  | 2004  | 2005  | 2006  | 2007  | 2008  | 2009  | 2010  | 2011  | 2012  | 2013  | 2014  | 2015  | 2016  | 2017  | 2018  | 2019  | 2020  | 2021  | 2022  | 2023  | 2024  |
| ----- | ----- | ----- | ----- | ----- | ----- | ----- | ----- | ----- | ----- | ----- | ----- | ----- | ----- | ----- | ----- | ----- | ----- | ----- | ----- | ----- | ----- | ----- | ----- | ----- | ----- | ----- |
| 32646 | 32663 | 32253 | 32200 | 32998 | 33156 | 32745 | 32156 | 31872 | 31551 | 31224 | 35642 | 36417 | 35690 | 35461 | 34869 | 33958 | 33049 | 31975 | 30915 | 29947 | 29872 | 28963 | 27960 | 26377 | 25036 | 24082 |

## Online-TV
Seit Juni 2007 veröffentlicht der Verlag auf seiner Homepage Börde-TV, eine tägliche Online-Lokalnachrichten-Sendung. Darin werden zum einen Schlagzeilen des Tages, aber auch kurze Filme angeboten.